# Mozilla公司
Mozilla公司（英語：Mozilla Corporation，縮寫：MoCo）成立於2005年8月3日，由非營利組織Mozilla基金會所設立的全資子公司，負責Firefox和Thunderbird的推廣和運作。Mozilla公司所獲得的利潤將全數投入到Mozilla基金會。Mozilla公司宣稱的目標是努力實現Mozilla基金會的公共利益，以“促進互聯網上的選擇權和創新”。

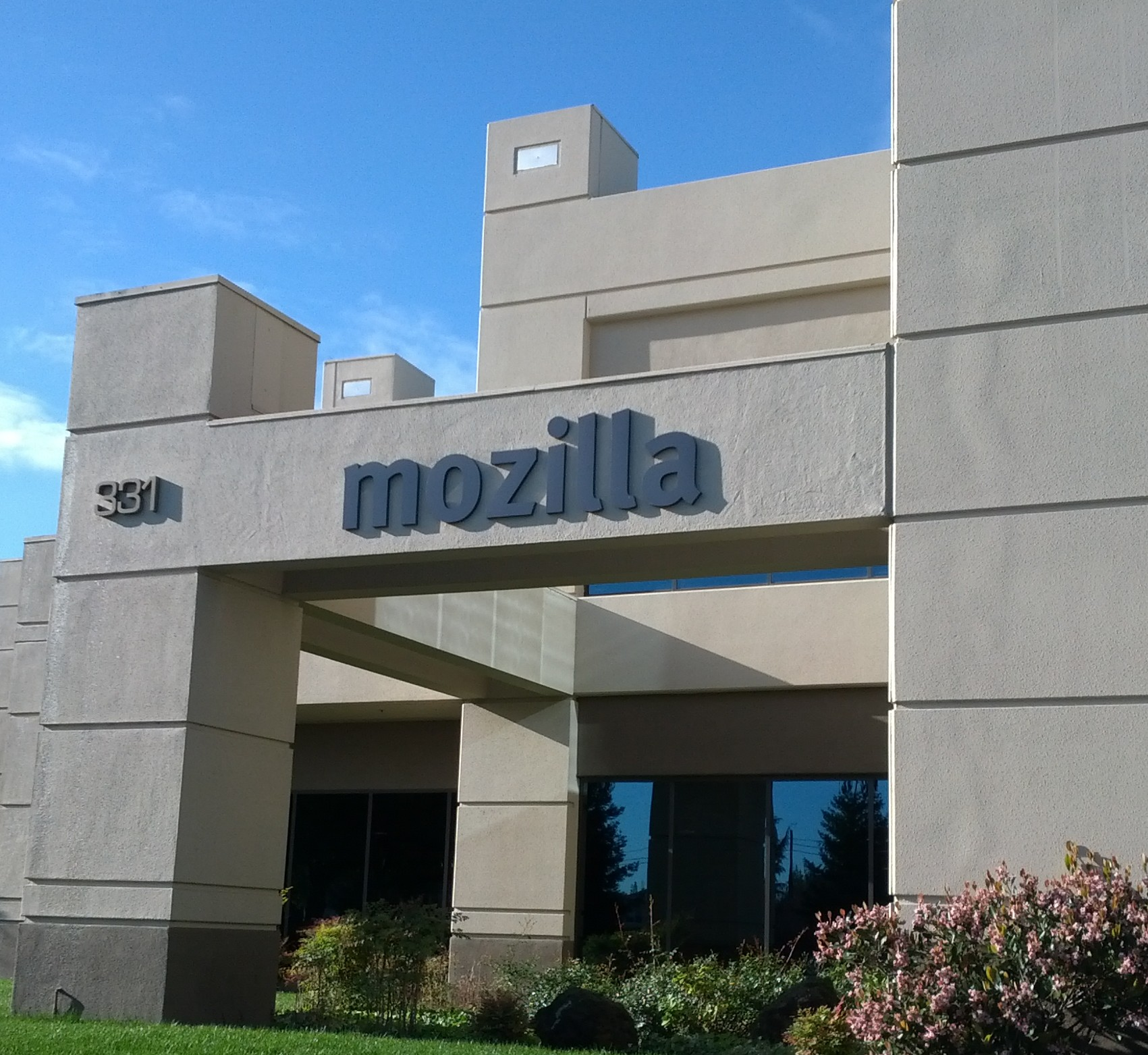
Mozilla基金會／Mozilla公司以前的山景城辦事處

正如MozillaZine一文所述：
|  | Mozilla基金會具有Mozilla公司經營活動的最終主導權，對其新成立的子公司也具有100%的所有權。任何屬於Mozilla公司的獲利將投資回Mozilla的開發專案中。公司沒有任何股東，在市場也不會發行股票期權和支付任何的股息。Mozilla公司不會浮沉於股市，不會被任何一家公司收購或接管。Mozilla基金會將繼續擁有Mozilla商標及其他智慧財產權，而將其授權給Mozilla公司，基金會也將繼續掌控原始碼資料庫和資料庫的審核。 |

## 成立
Mozilla公司成立於2005年8月3日，負責處理Mozilla基金會收益的相關業務。作為非營利性組織，Mozilla基金會在收益類型和金額方面受到限制。Mozilla公司作為一個應稅組織（本質上是商業運作），不必遵守這樣嚴格的規定。Mozilla公司成立後，接手了Mozilla基金會的幾個領域，包括協調和整合Firefox和Thunderbird（由全球自由軟件社區開發）以及與企業關係的管理。
隨著Mozilla公司的成立，Mozilla基金會的其他成員將精力集中在Mozilla專案的治理和政策問題上。2005年11月，隨著Mozilla Firefox 1.5的發布，Mozilla公司的mozilla.com網站被公佈為Firefox和Thunderbird線上產品的新家。
在2006年，Mozilla公司創造了6680萬美元的收入和1980萬美元的支出，其中85％的收入來自「將Google指定為瀏覽器的預設搜尋引擎以及搜尋結果頁面投放的廣告」。

## 著名事件
2006年3月，賈森·卡拉卡尼斯在他的部落格上報導說，Mozilla公司在去年獲得了7200萬美元，主要得益於Firefox瀏覽器中的Google搜尋列。隨後，當時的董事會成員克里斯多佛·布里扎德在他的部落格上寫道：「我不會披露真正的收入數字，這個數字是不正確的。」兩年後，TechCrunch寫道：「為了將Google設置為Firefox的預設搜尋引擎，Google向Mozilla支付了大筆費用──2006年，總額達到了5700萬美元，占公司總收入的85％。這項交易最初將在2006年到期，但後來延長到2008年，現在將延續到2011年。」這筆交易再次延長了三年，直到2014年11月。根據協議，Mozilla將從Google獲得另外的9億美元（每年3億美元），將近前一筆金額的三倍。
2006年8月，微軟邀請Mozilla開發人員進行合作，以確保Mozilla軟體與當時即將推出的Windows Vista的相容性。微軟將在位於華盛頓州雷蒙德市的總部提供一對一會議。Mozilla接受了這個提議。
2014年3月，Mozilla在任命布蘭登·艾克擔任新任首席執行長（CEO）之後受到了一些批評。2008年，艾克捐款1000美元，支持加利福尼亞州8號提案，這是一項禁止法律承認加州同性婚姻的投票。據報導，六名Mozilla董事會成員中有三人辭職，儘管Mozilla表示辭職的董事會成員有「各種各樣的原因」，並重申其繼續致力於LGBT平等，包括同性婚姻。4月1日，線上交友網站OkCupid開始向Mozilla Firefox使用者展示一條訊息，敦促他們改用其他網頁瀏覽器，指出OkCupid網站上的8％的配對是同性伴侶。4月3日，Mozilla宣布艾克決定辭去首席執行長職務，離開Mozilla基金會董事會。
2014年4月，Mozilla前首席行銷長克里斯·比爾德被任命為臨時首席執行長。比爾德於同年7月28日被任命為首席執行長.。
2017年2月27日，Mozilla收購網路儲存服務Pocket。

## 人物
早期大部分的Mozilla基金會員工轉移到這家新成立的公司。

### 董事會
董事會由Mozilla基金會的董事負責及指派。2014年3月，有一半的董事會成員辭職。其餘董事會成員有：
- 米切爾·貝克（Mitchell Baker），執行主席
- 里德·霍夫曼（Reid Hoffman）
- 克里斯·比爾德（Chris Beard），執行長

### 管理團隊
- 米切爾·貝克（Mitchell Baker），董事長
- 克里斯·比爾德（Chris Beard），執行長
- 卡塔琳娜·博爾歇特（Katharina Borchert），首席創新長
- 吉姆·庫克（Jim Cook），財務長
- 雅舍·凱奇坎-沃爾夫（Jascha Kaykas-Wolff），行銷長
- 德内勒·狄克遜-塔耶（Denelle Dixon-Thayer）
- 大衛·斯萊特（David Slater）

### 著名員工
- 阿沙·道茲樂（Asa Dotzler）
- 鮑里斯·茲巴爾斯基（Boris Zbarsky）
- 大衛·巴倫（David Baron）
- 道格·特納（英语：Doug Turner (Mozilla)）（Doug Turner）
- 埃里克·瑞斯克拉（Eric Rescorla）
- 約翰·海明克（John Hammink）
- 約翰尼·史坦貝克（Johnny Stenbäck）
- 羅伯特·卡拉漢（Robert O'Callahan）
- 雪莉·卡布拉爾（Sheeri Cabral），MySQL資料庫管理員
- 坦特科·塞里克（Tantek Çelik）

### 過去著名員工
- 布蘭登·艾克（Brendan Eich），JavaScript發明者，曾任Mozilla技術長、總裁。因為被揭發他在2008年曾向支持加州禁止同性婚姻公投提案的團體作出政治捐獻而遭受猛烈批評。最後在擔任總裁9日後因為政治捐獻醜聞和個人處事作風問題而下台並離開公司。[26]
- 約翰·李利（John Lilly），曾任Mozilla執行長
- 克里斯多佛·布里扎德（Christopher Blizzard），（現任職於Facebook）
- 約翰·雷西格（John Resig），（現任職於Khan Academy）
- 邁克·斯科洛普夫（Mike Schroepfer），曾任Mozilla工程副總裁（現任職於Facebook）
- 邁克·謝弗爾（Mike Shaver），曾任Mozilla技術戰略副總裁（現任職於Facebook）
- 溫德·斯奈德（Window Snyder），曾任Mozilla首席安全長（現任職於蘋果公司）
- 艾倫·西米諾夫（Ellen Siminoff），曾任Mozilla董事會成員
- 安德里亞斯·加爾（Andreas Gal）
- 宫力（Li Gong）

## 外部連結
- 官方网站
- Mozilla公司的X（前Twitter）
- Mozilla公司的Instagram帳戶
- Mozilla Corp. in 12 simple items（页面存档备份，存于）